# Меерсон, Андрей Дмитриевич
Андре́й Дми́триевич Меерсо́н (27 марта 1930, Москва — 29 января 2020, США) — советский и российский архитектор, заслуженный архитектор РСФСР (1988), народный архитектор РФ (2001), академик (член Президиума) Российской академии архитектуры и строительных наук, академик МААМ, профессор, ассоциированный иностранный член Американского института архитекторов, почётный строитель России, почётный строитель города Москвы.

## Биография
Сын архитектора Дмитрия Соломоновича Меерсона (1900—1993), племянник трансфузиолога Якова Соломоновича Меерзона. Oкончил Московский архитектурный институт (МАрхИ) в 1954 году. После окончания института занимался проектированием предприятий рыбной промышленности. С 1957 работал в «Моспроекте». Сначала руководил группой архитекторов, затем стал главным архитектором проектов. С октября 1966 года руководитл архитектурно-проектной мастерской № 22 института Моспроект-1, занимавшейся застройкой Ленинградского и Фрунзенского районов Москвы. Помимо этого в 1992 году основал архитектурное бюро «А. Меерсон с партнёрами». Бюро существовало по 2007 год.
Член КПСС с 1965 года. Избирался депутатом Ленинградского и Фрунзенского райсоветов Москвы. В 1992—1996 годах — президент Союза московских архитекторов.
В 2001 году за «большие заслуги в области искусства» удостоен почётного звания «Народный архитектор Российской Федерации».
Скончался 29 января 2020 года в США. О смерти Меерсона сообщил архитектор Сергей Скуратов.

## Избранные проекты и постройки
- Жилой комплекс «Лебедь» (с соавторами), Москва, 1964—1972;
- Здание Миноборонпрома на 1-й Брестской ул. (совместно с М. Былинкиным, А. Репетием, конструкторы А. Гордон, В. Стрижаченко), Москва, 1966—1969;
- Жилое здание «Красный камень» на улице Серёгина (совместно с архитектором Е. В. Подольской), 1972—1974;
- Дом авиаторов на Беговой улице («Дом-сороконожка»), Москва, 1973—1978;
- Жилые 16-этажные кирпичные башни на Ленинградском шоссе, Москва, 1978—1982;
- Отель «Аэростар», Москва, 1977—1990;
- Новое здание НИИ нейрохирургии им. Н. Бурденко, Москва, ...—1999;
- Гостиница «Арарат Хаятт», Москва, 1998—2002;
- Гостиница «Ритц-Карлтон Москва», 2004—2006.

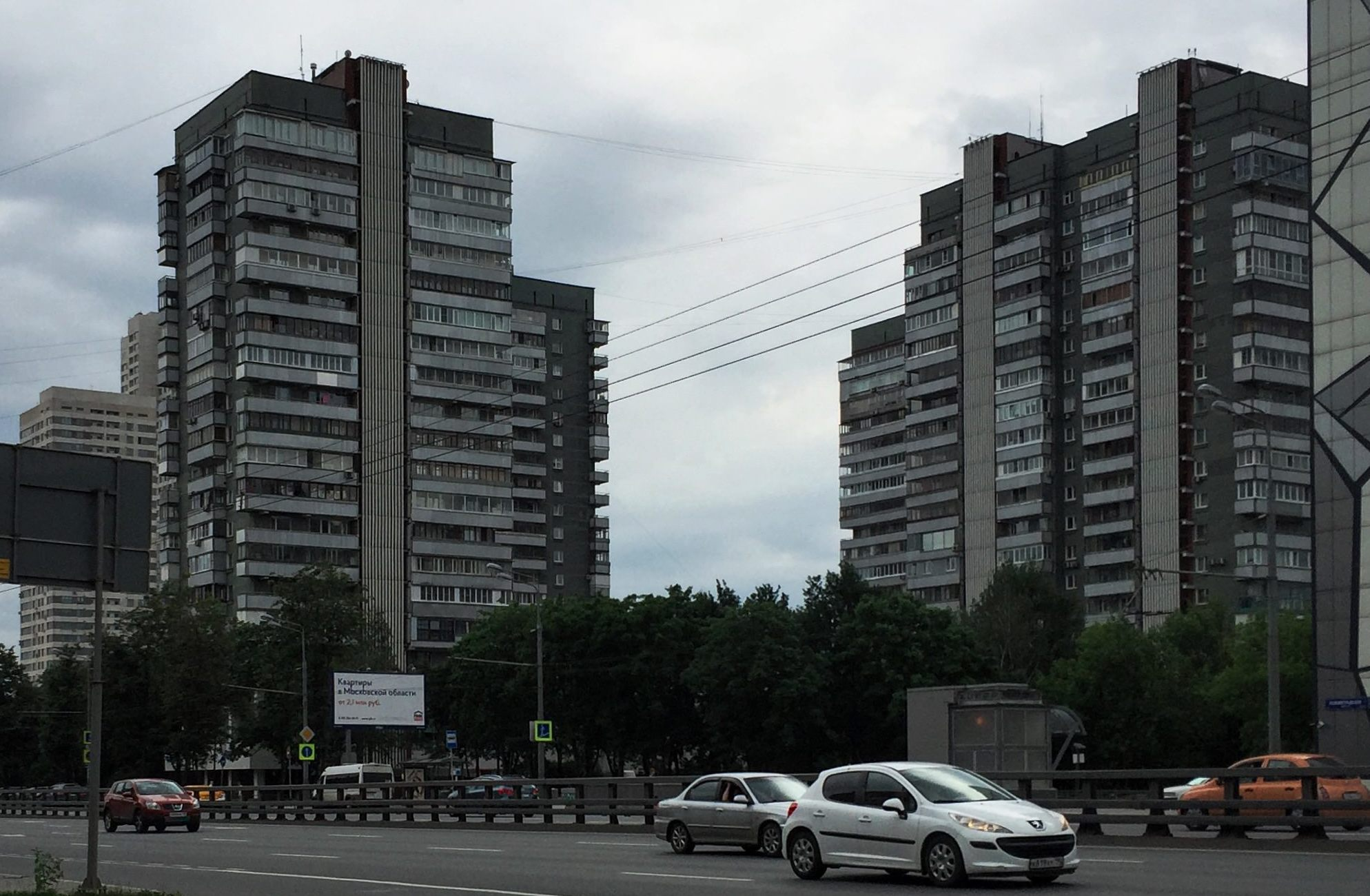
ЖК «Лебедь», Ленинградское ш., дд. 29-35
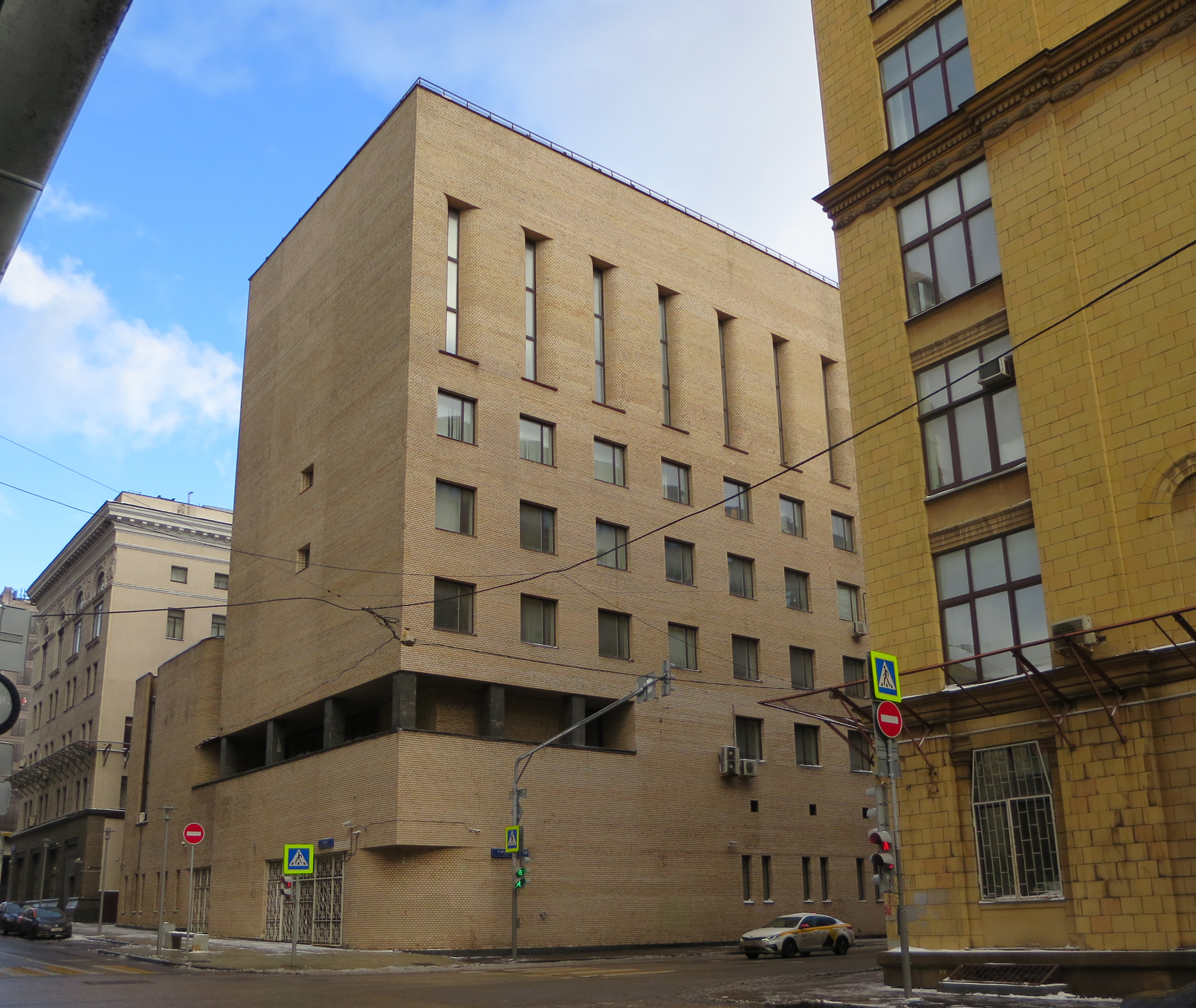
Здание Миноборонпрома, 1-я Брестская ул., д. 10, стр. 4
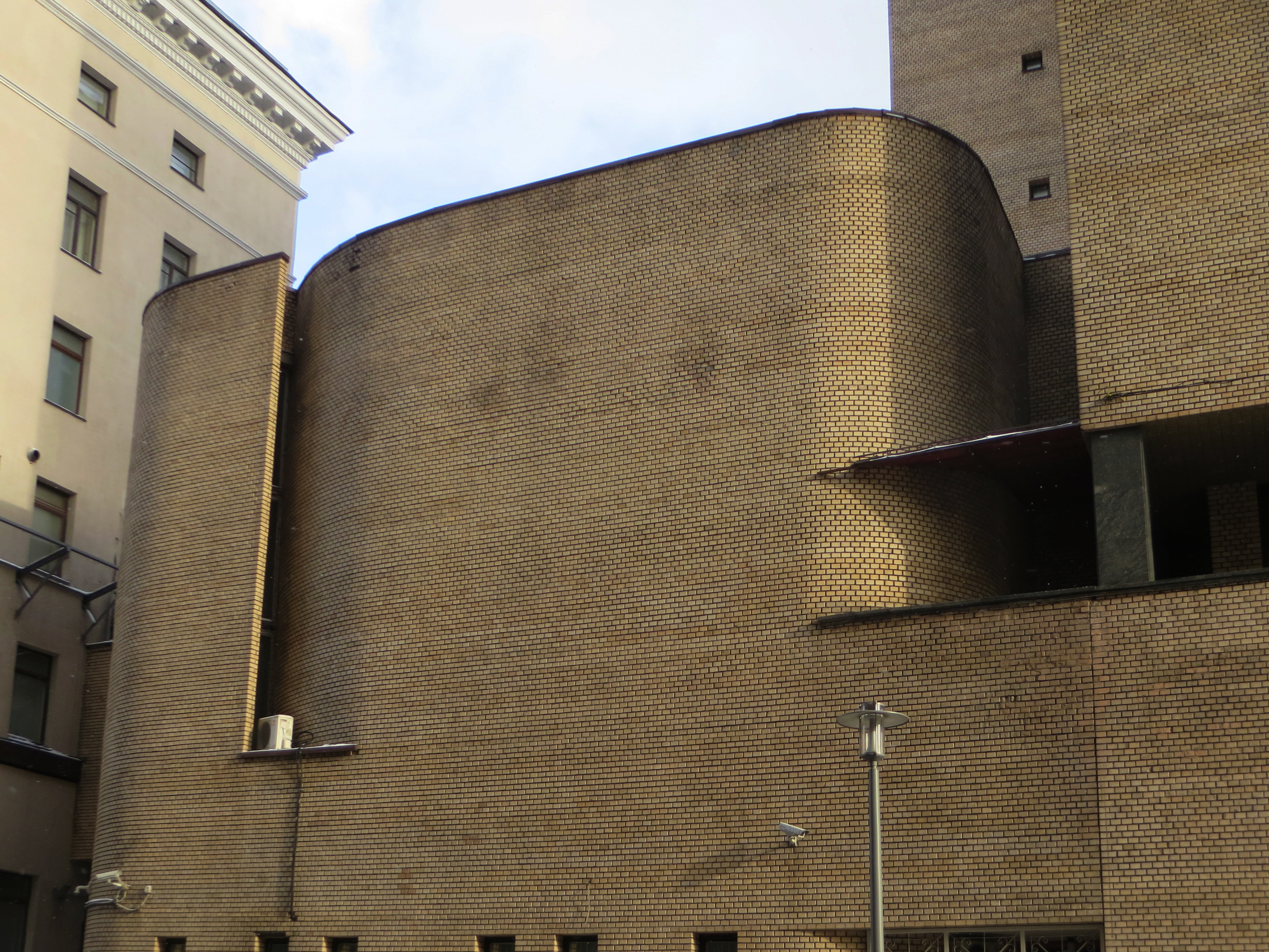
Здание Миноборонпрома
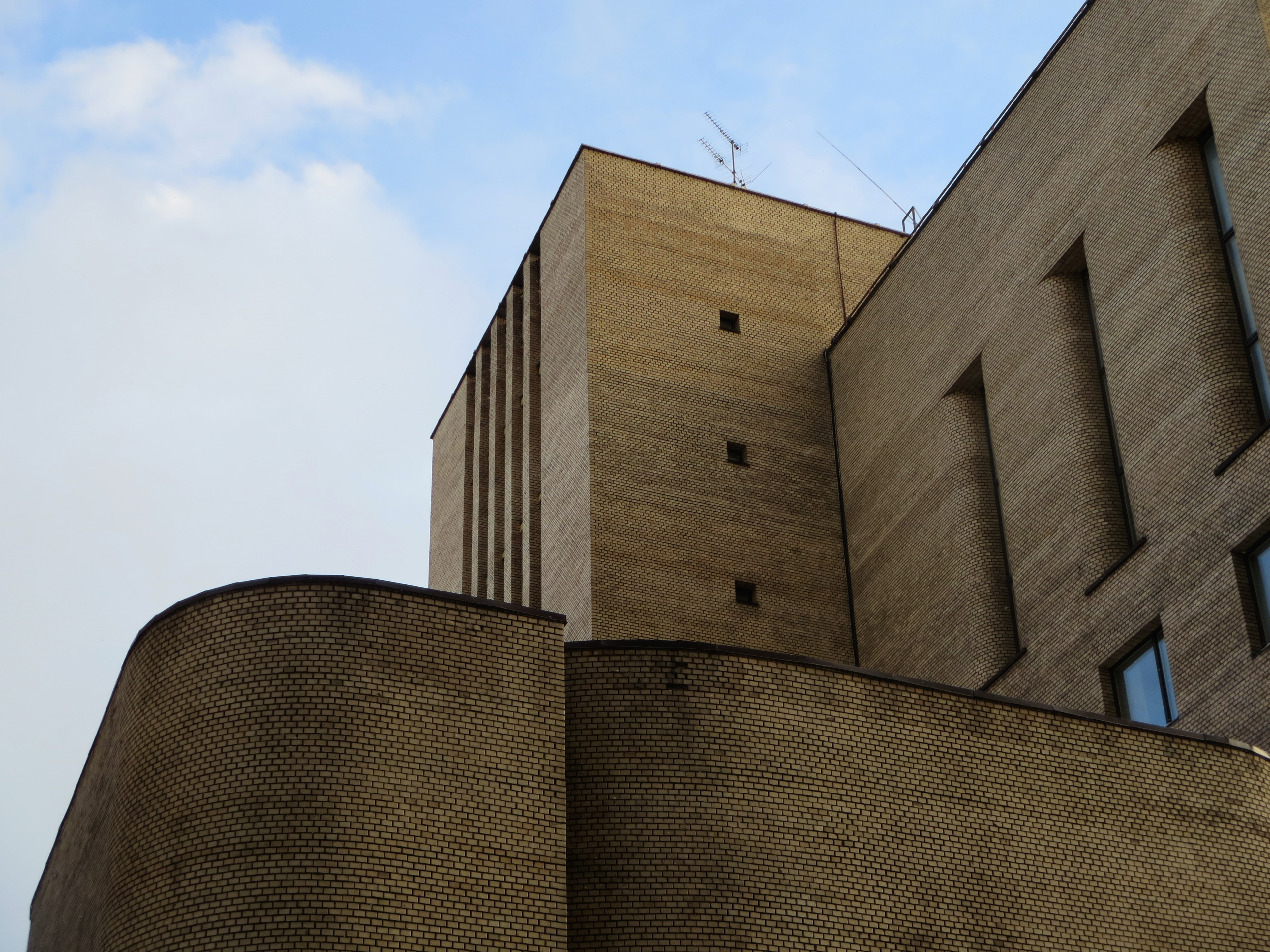
Здание Миноборонпрома
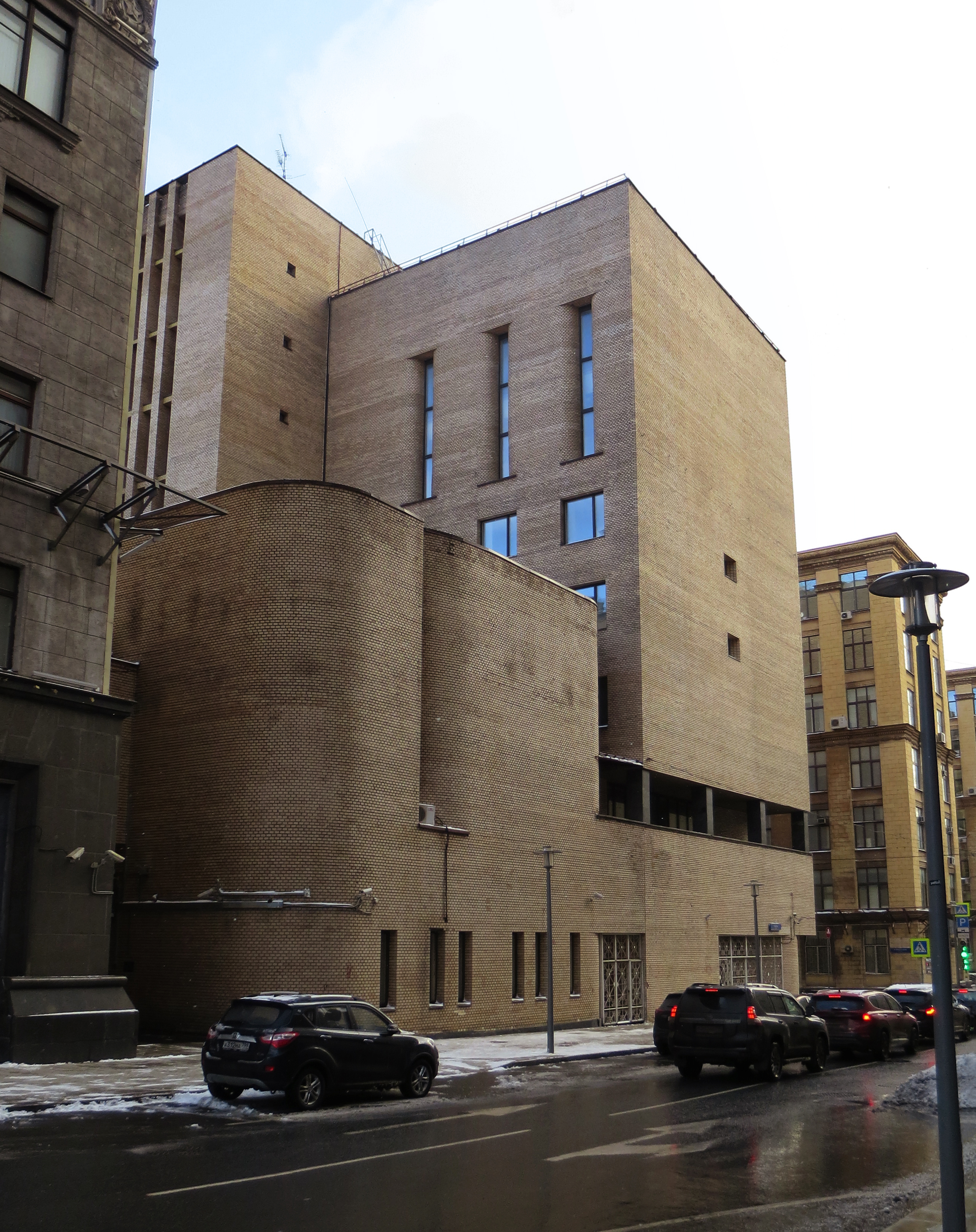
Здание Миноборонпрома
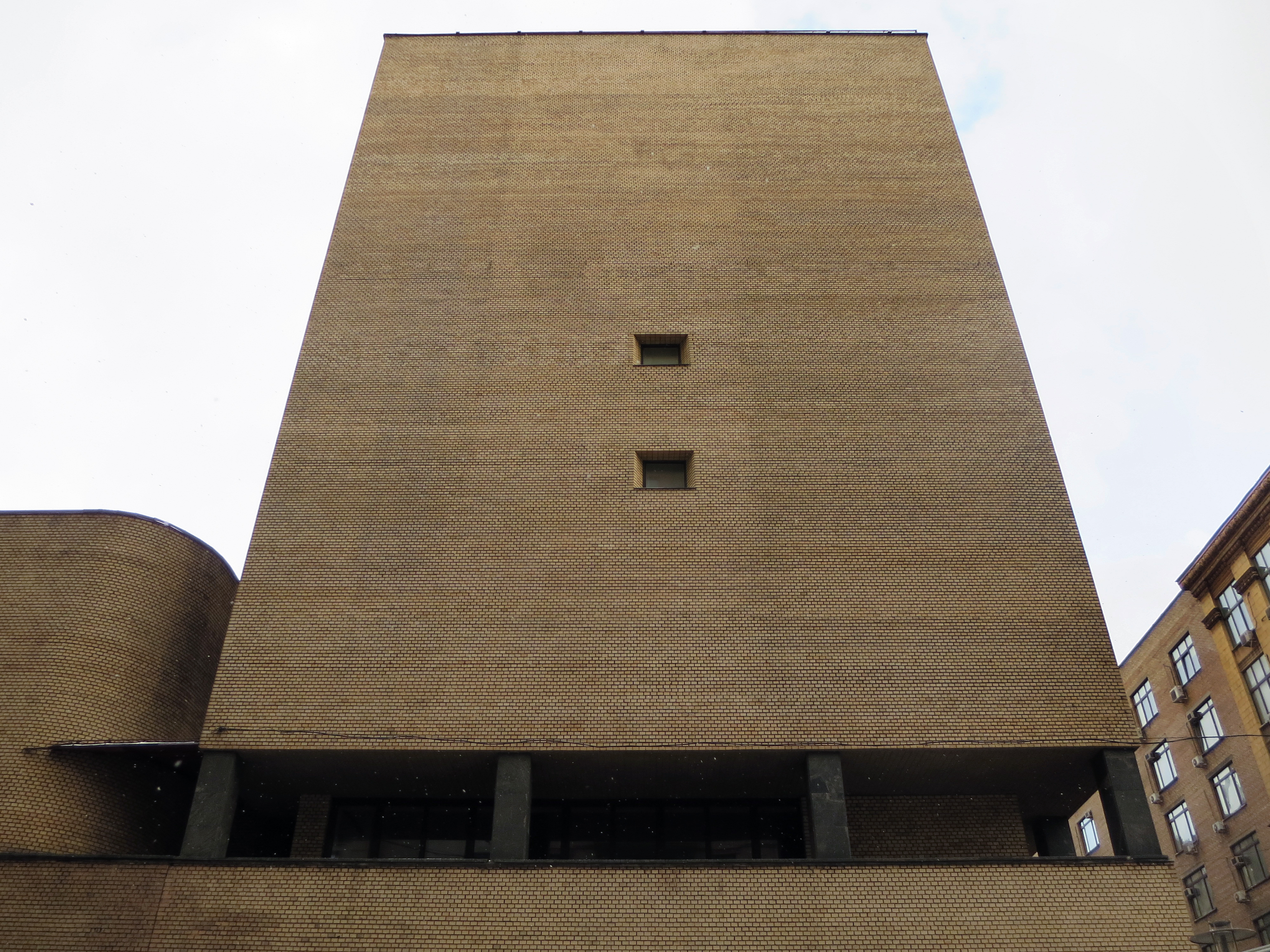
Здание Миноборонпрома
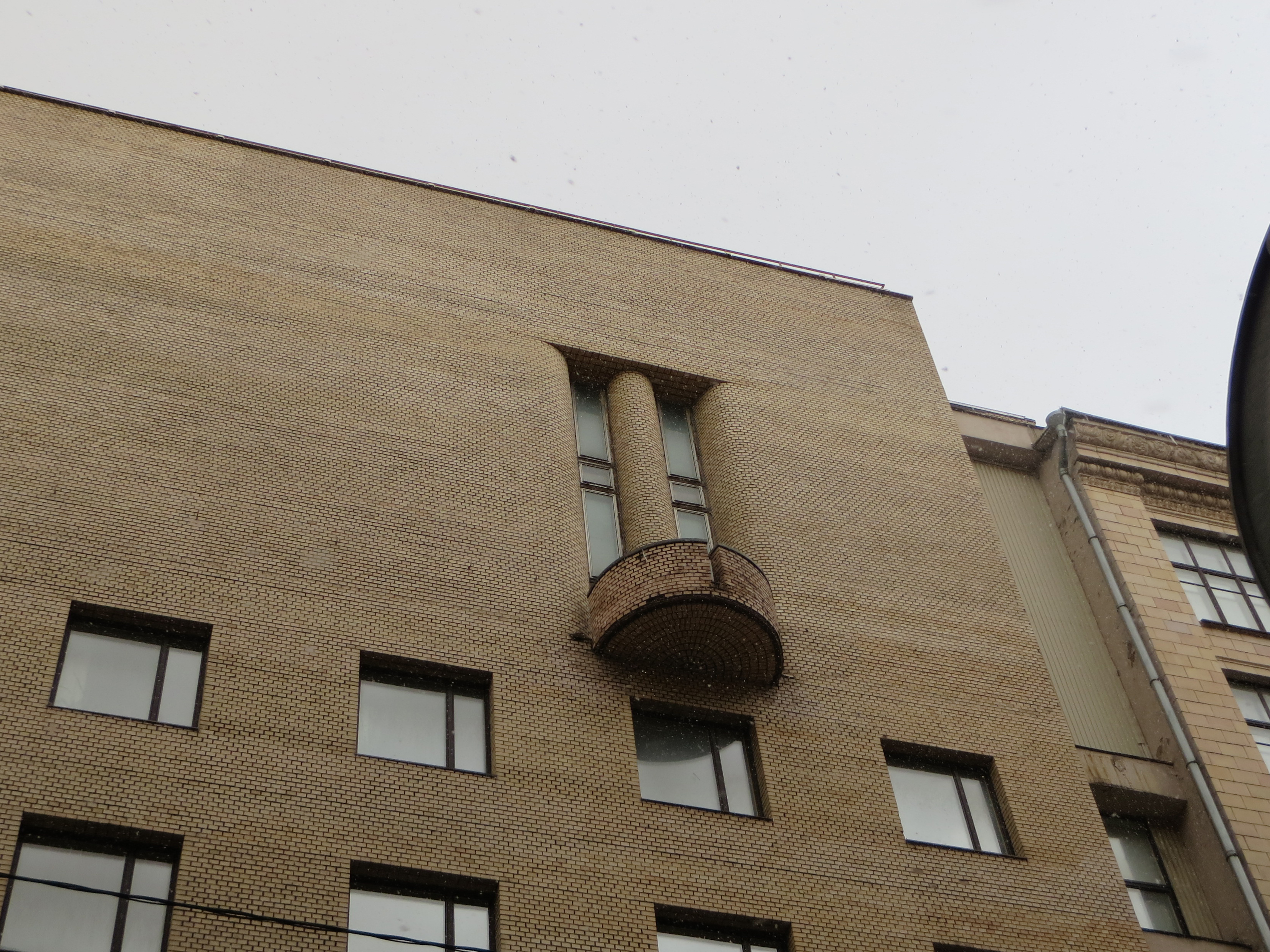
Здание Миноборонпрома
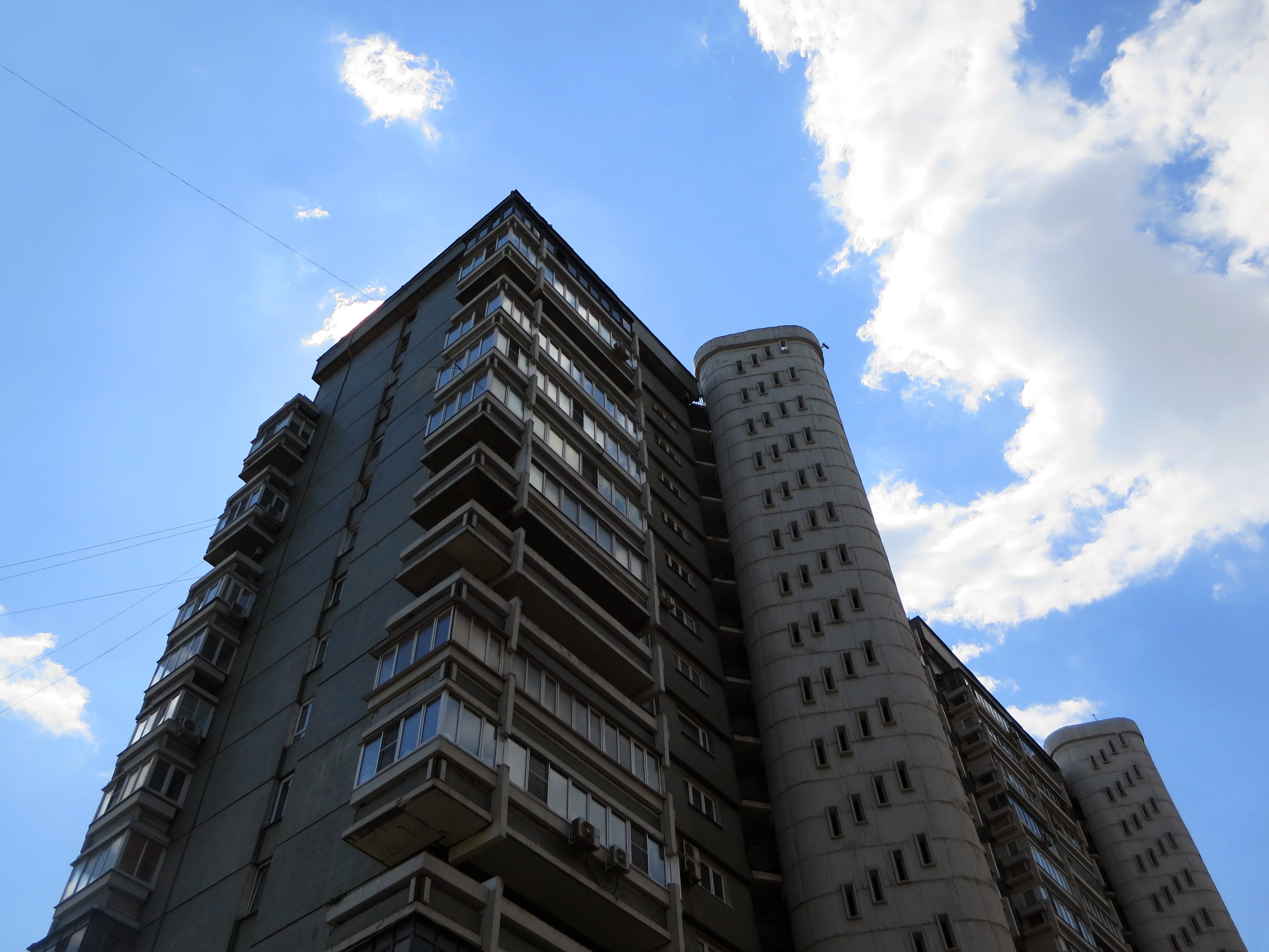
Дом-сороконожка, Беговая ул., д. 34
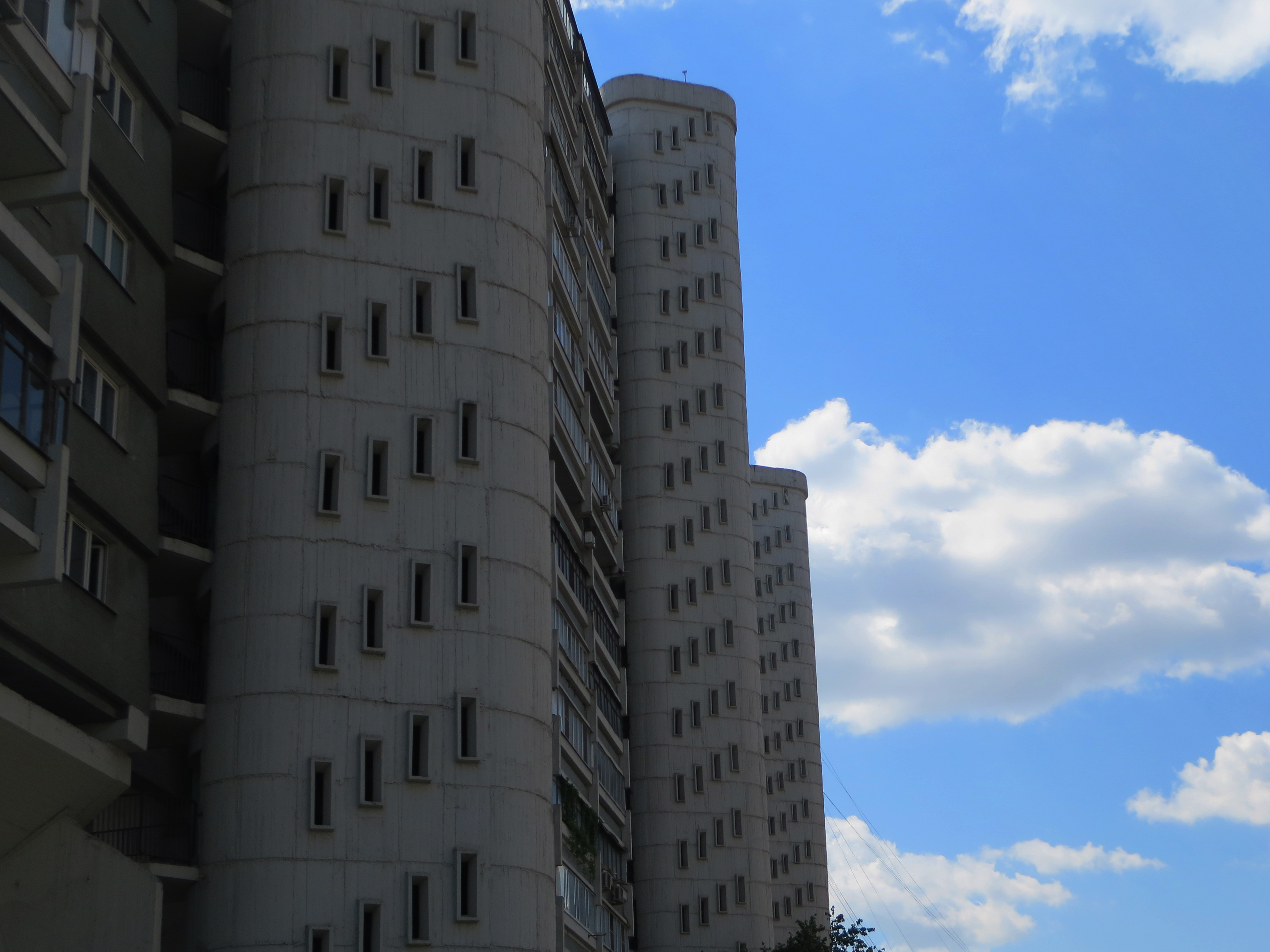
Дом-сороконожка на Беговой
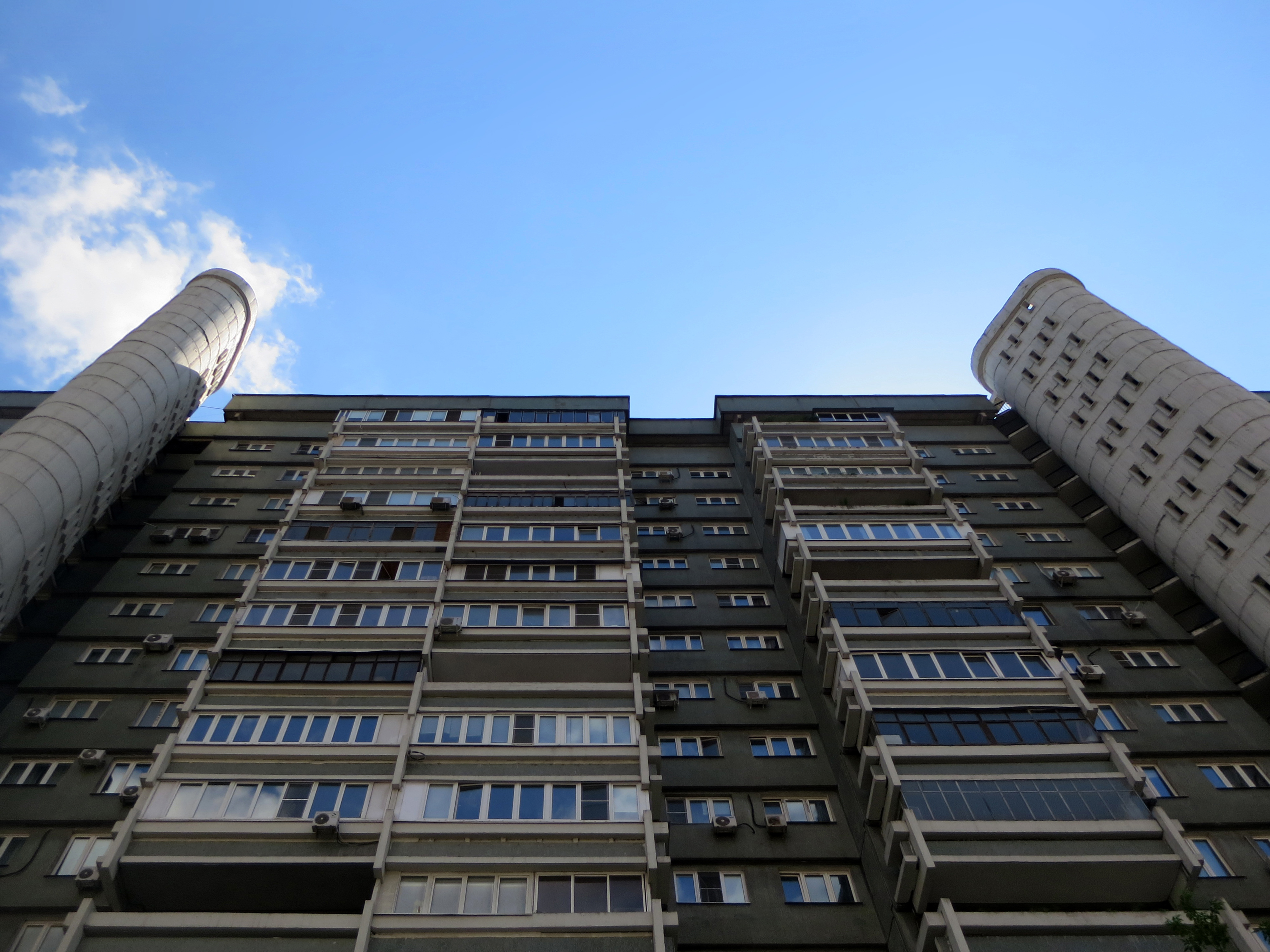
Дом-сороконожка на Беговой
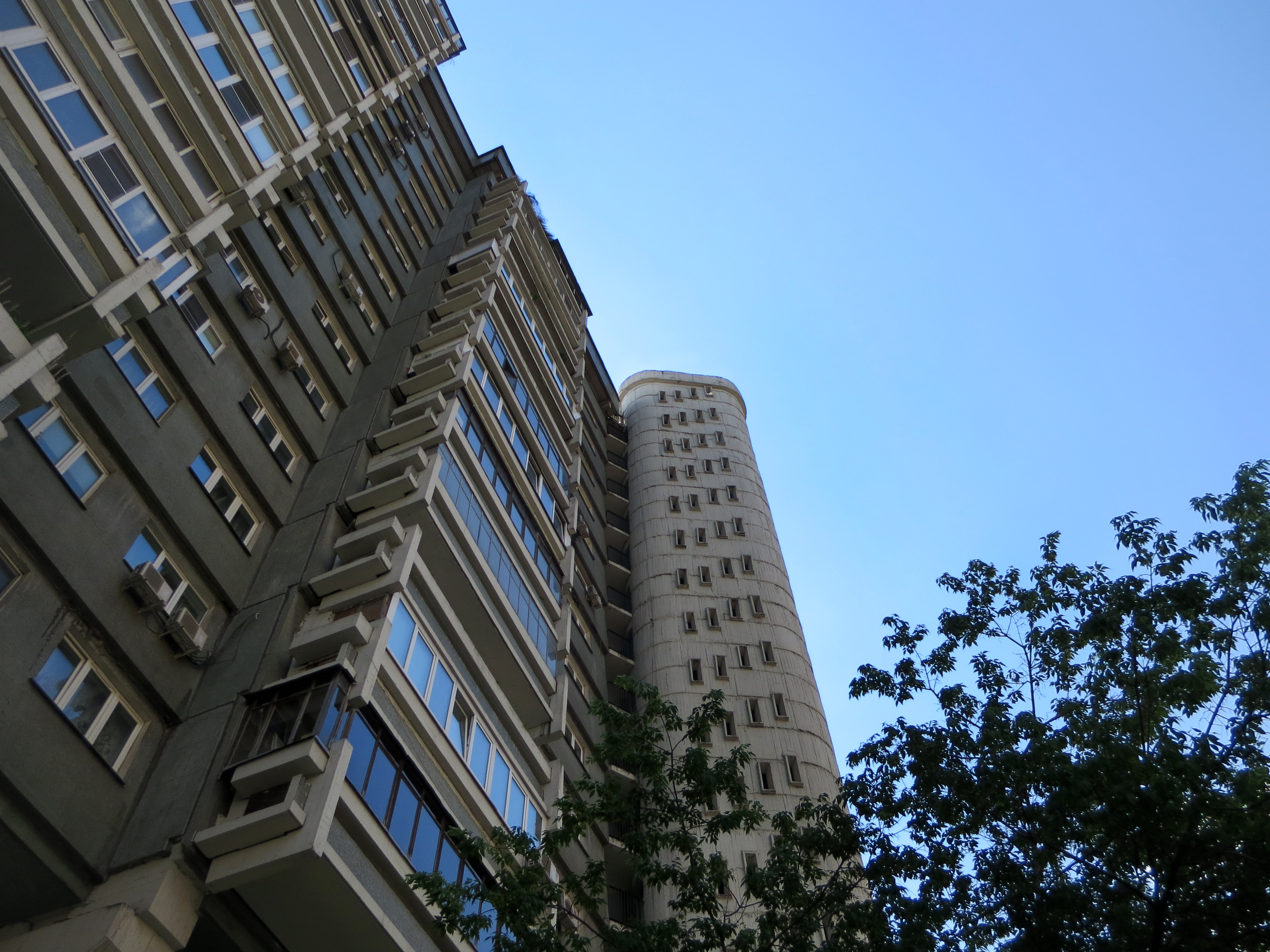
Дом-сороконожка на Беговой
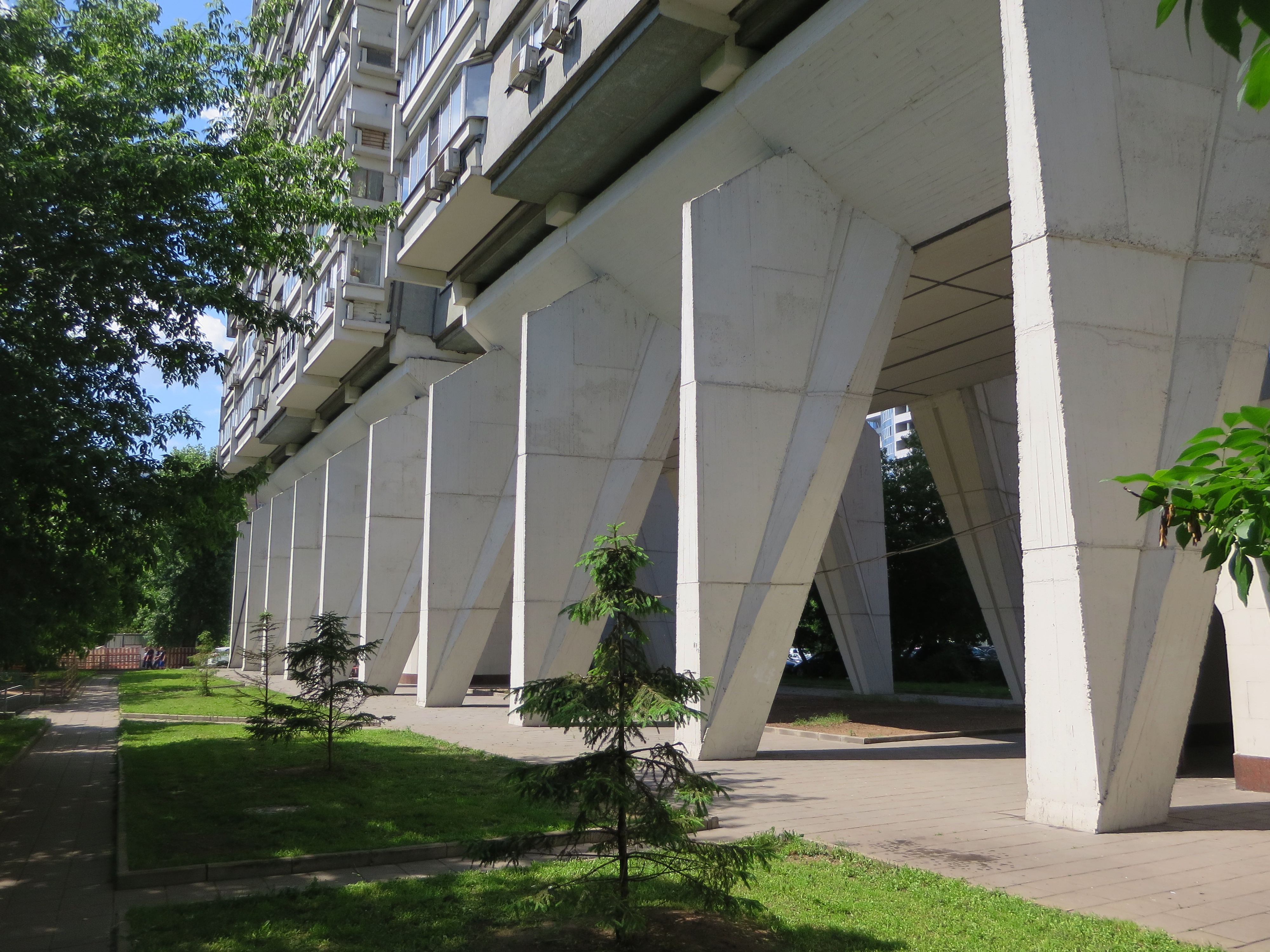
Дом-сороконожка на Беговой
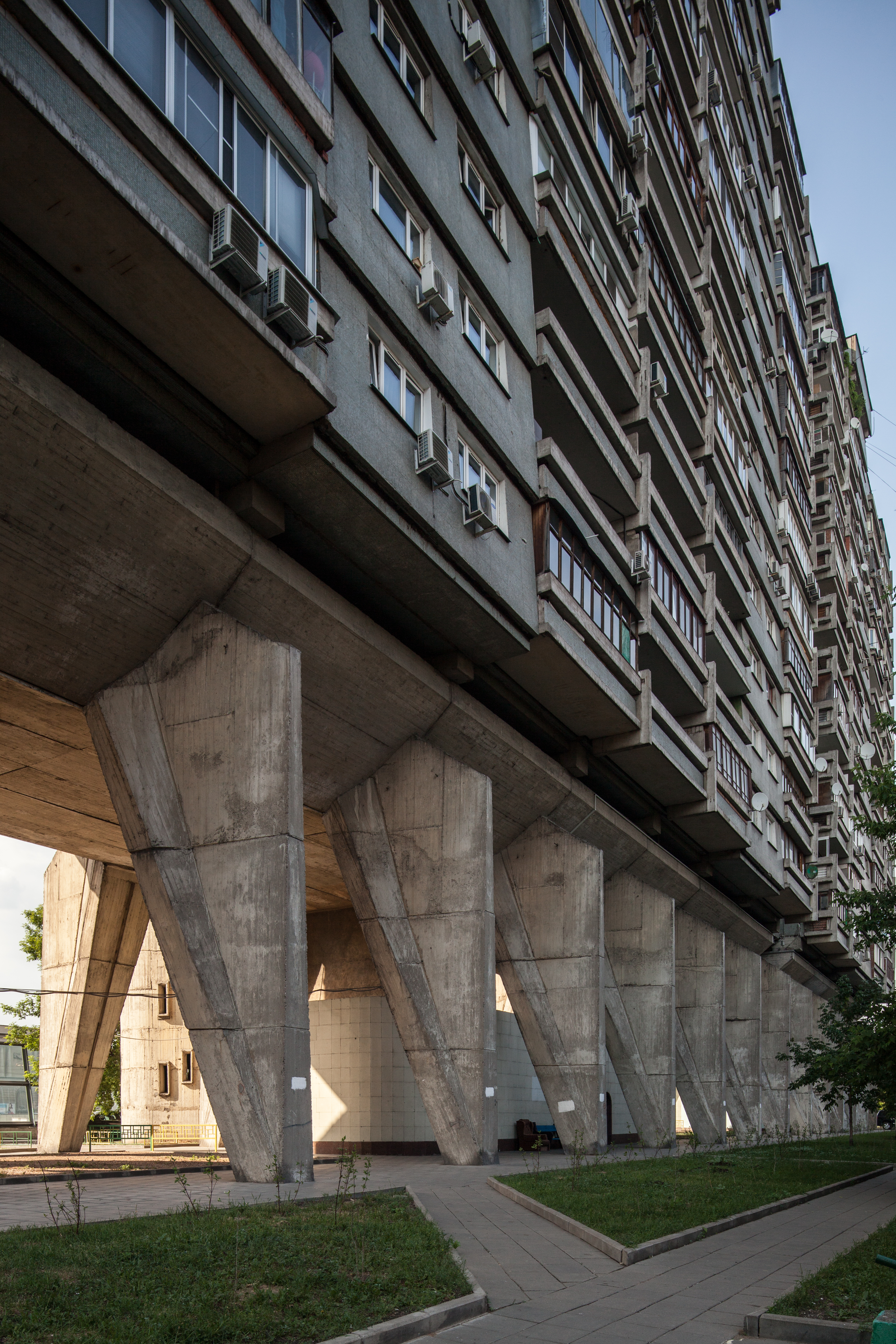
Дом-сороконожка на Беговой
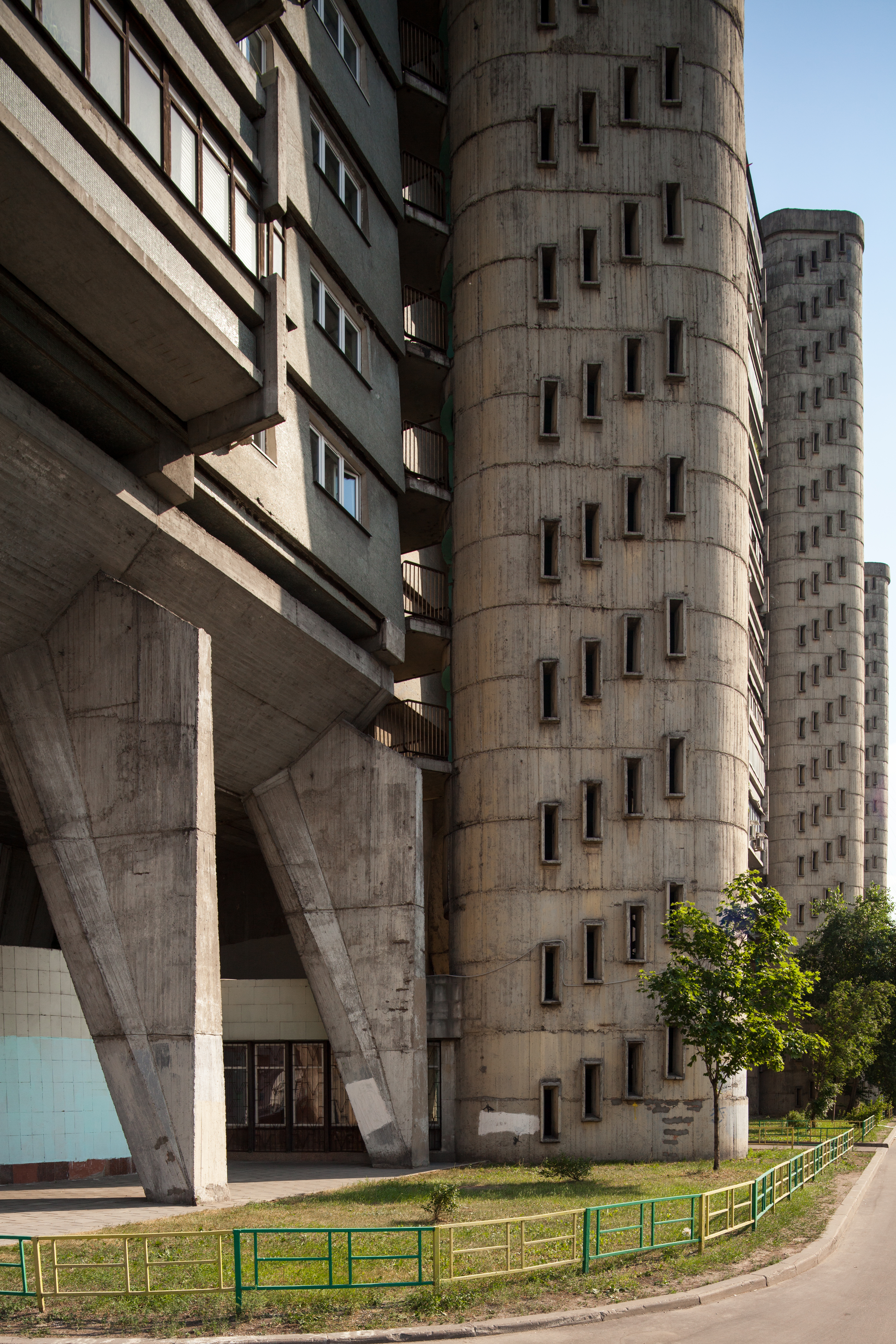
Дом-сороконожка на Беговой
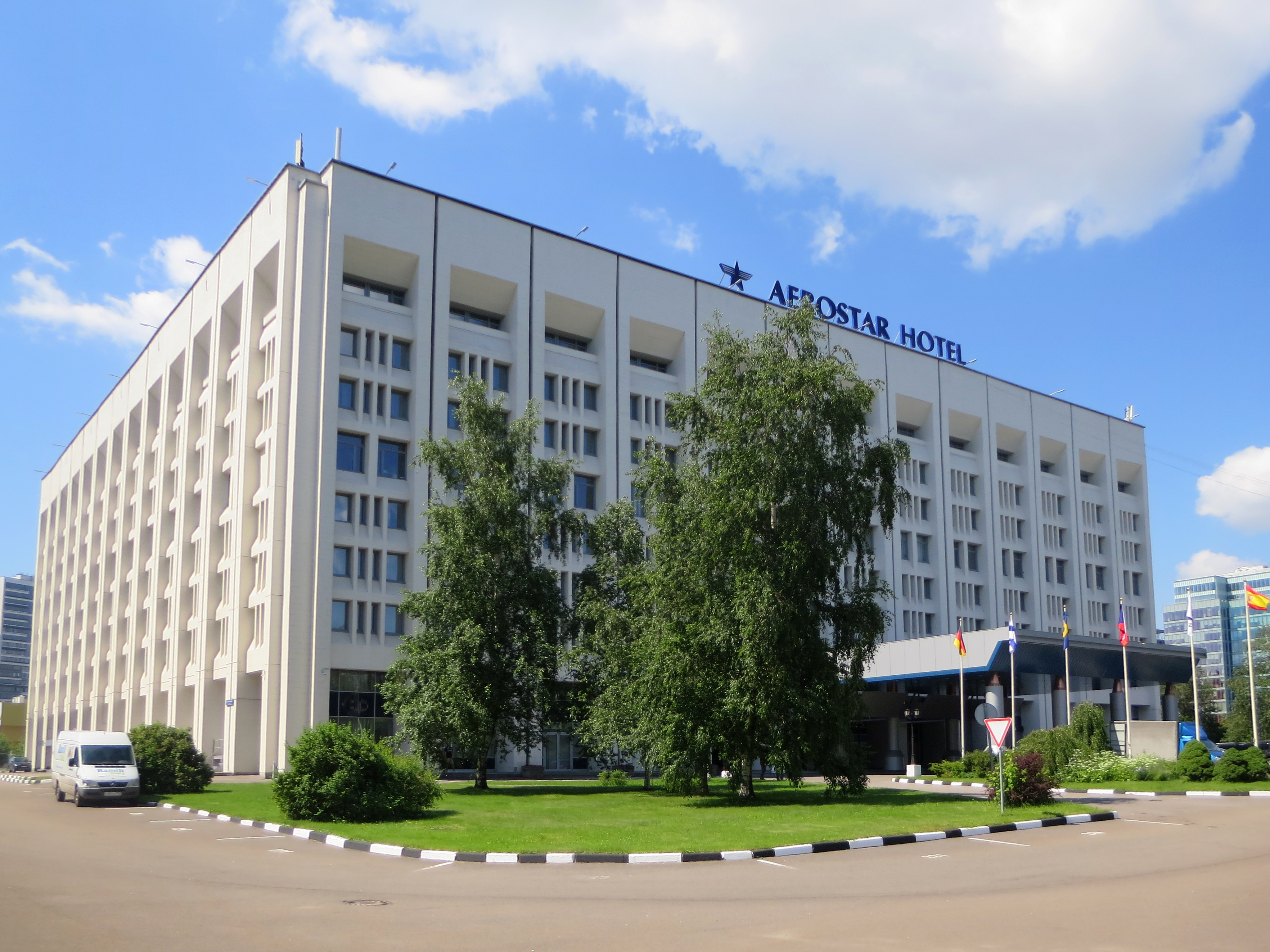
Гостиница «Аэростар», Ленинградский пр-кт, д. 37, корп. 9
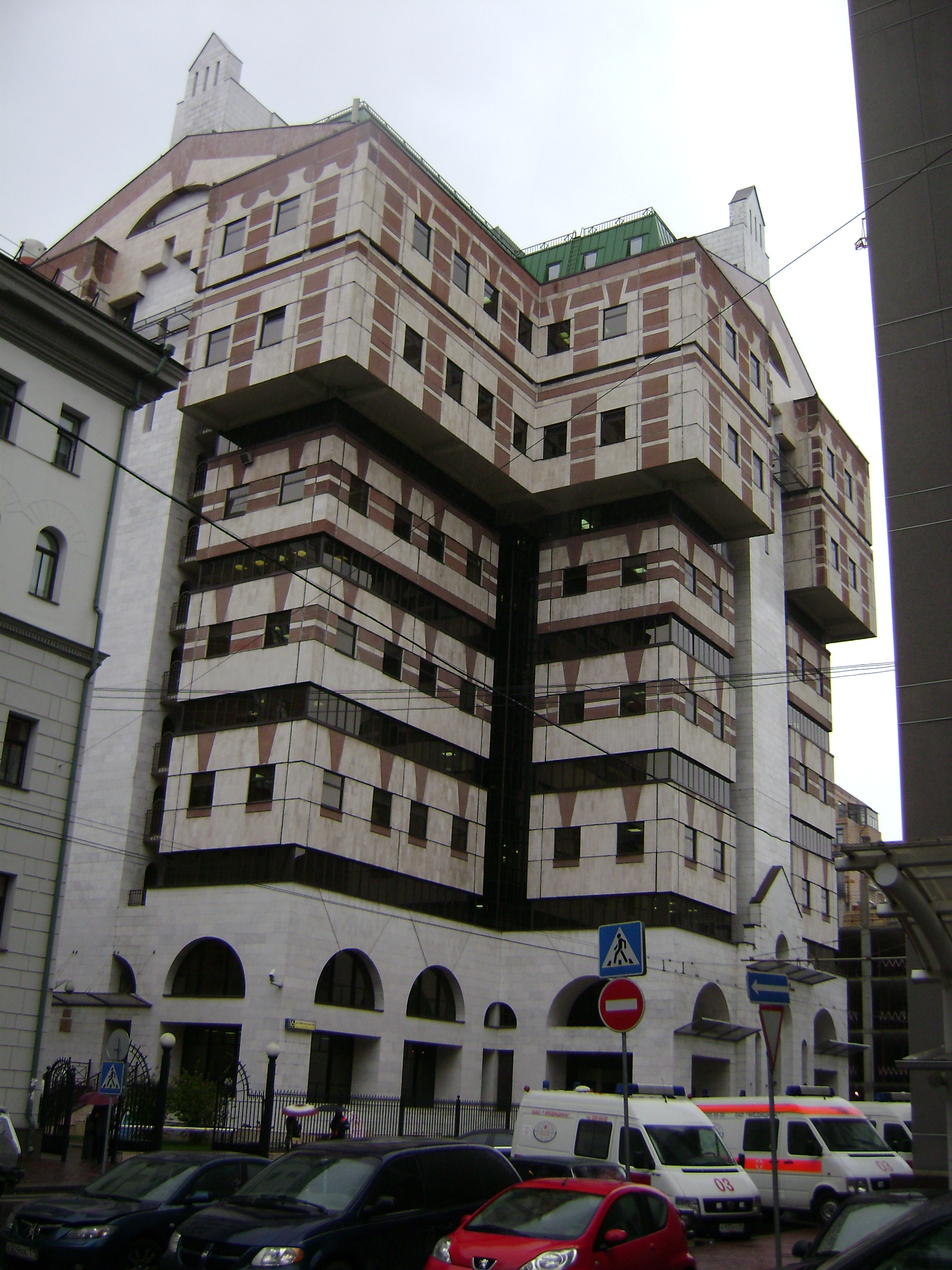
НИИ нейрохирургии им. Н. Бурденко, 4-я Тверская-Ямская ул., д. 16
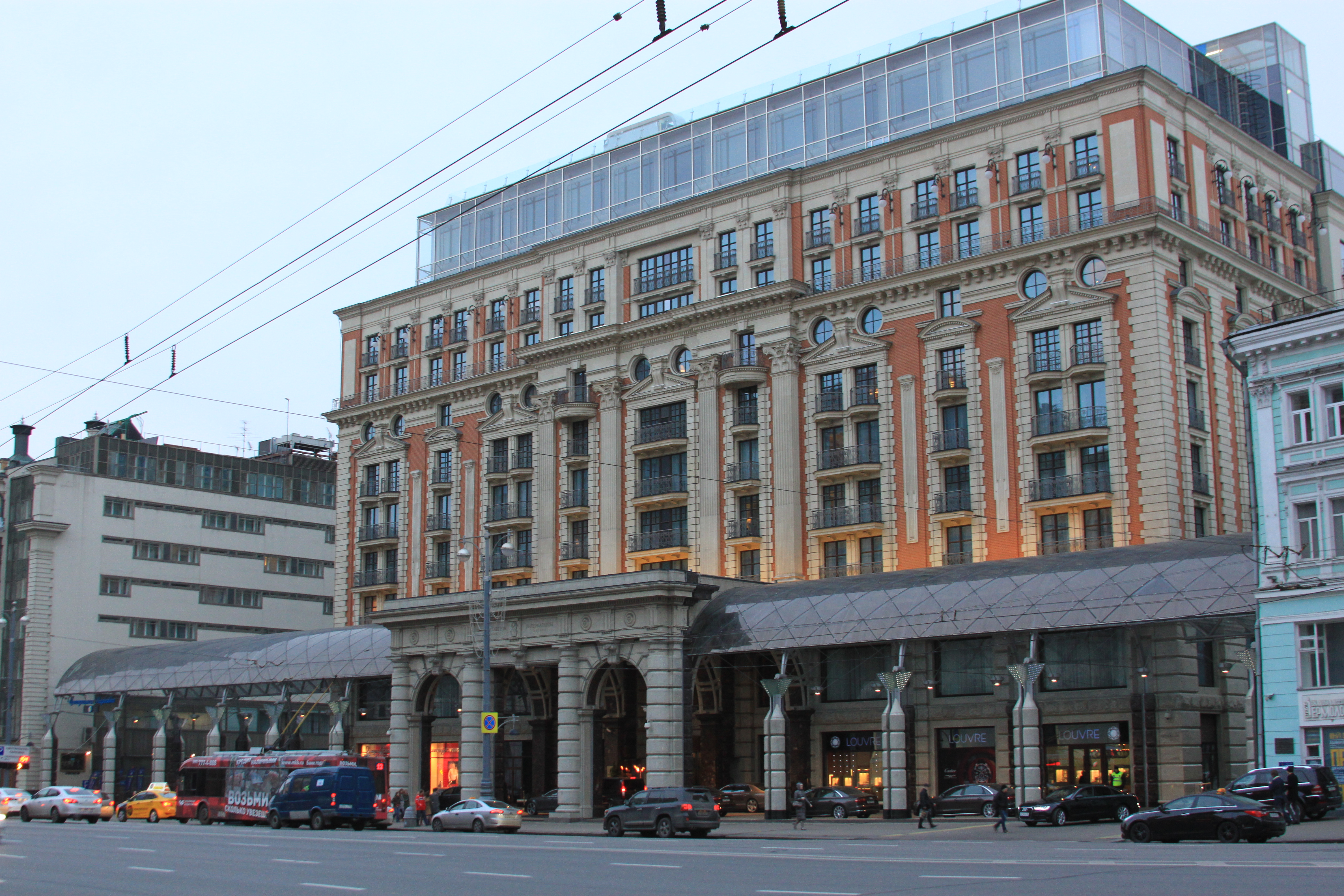
Гостиница «Ритц-Карлтон», Тверская ул., д. 3